# Thomond Park
El Thomond Park es un estadio de fútbol y rugby situado en la provincia de Munster, en la ciudad de Limerick en Irlanda. El estadio es propiedad de la Unión de Rugby Fútbol de Irlanda y tiene como inquilinos a los equipos Munster Rugby del Pro12, Shannon y UL Bohemians de rugby amateur, y el Limerick FC de la Liga Irlandesa de Fútbol. El estadio que data desde 1940, ha sido sometido a varias renovaciones la última entre los años 2007-08, tras la cual alcanzó una capacidad cercana a los 26 000 asientos.
El recinto ha acogido variados eventos deportivos entre los que destacan juegos de la Copa Mundial de Rugby de 1999 y de la Copa Heineken, la Copa de Europa de rugby.